# 月出山岳
月出山岳（かんとうだけ）は、大分県日田市東部の玖珠郡玖珠町との境界付近にある山。標高は708.7m。
月嶺山の別名があり、日田市内から見ると山容が整って富士山に似ているため日田富士とも呼ばれる。耶馬日田英彦山国定公園に指定されている。また、日本山岳会東九州支部が選定した大分百山のひとつに数えられている。

## 難読山名
山名は、日田市街から見ると、東にあるこの山から月が登ったところから「月出山」という字が当てられ、江戸の方角にあたることから「かんとう」（関東）と呼ばれたといわれる。また、九州を巡幸した景行天皇がこの地を訪れた際、案内した久津姫に山の名前を尋ねたところ、久津姫が山の名ではなく方角を聞かれたと勘違いして関東と答えたことから、「かんとうだけ」と呼ばれるようになったという伝承もある。
パソコン通信NIFTY-Serveの「山のフォーラム（FYAMA）」で1996年3月から行われた「日本異様難読山名コンテスト」で投票により難読山名全国第3位に選ばれた。このコンテストでは、同じ日田市内にある一尺八寸山（みおうやま、みおやま）が日本一となっている。2013年には、一尺八寸山とこの山の2つの難読山名のある日田市で難読山名サミットが開催された。
また、2016年9月にポータルサイトgooが500名を対象に行った調査でも、一尺八寸山が1位、月出山岳が4位になっている。

## 地形
山容は、日田市内から見ると富士山のように整っているが、実際には東西に細長く、西から東に一番坊主（678m）､二番坊主（690m）、三番坊主（708.7m）の3つの峰が連なっている。最高点は三番坊主にある。2013年には一番坊主の頂上に展望台が整備されている。